# Office national pour le commerce et l'industrie cinématographique
 (décembre 2023).
Si vous disposez d'ouvrages ou d'articles de référence ou si vous connaissez des sites web de qualité traitant du thème abordé ici, merci de compléter l'article en donnant les références utiles à sa vérifiabilité et en les liant à la section « Notes et références ».
L'Office national pour le commerce et l'industrie cinématographique (ONCIC), était un organisme de production et de distribution de films en Algérie. Créé en 1967, reconverti en 1987 en Centre algérien pour l'art et l'industrie cinématographique (CAAIC) , l'ONCIC a notamment produit des films ayant remporté plusieurs distinctions internationales dont l'Oscar du meilleur film en langue étrangère avec Z de Costa-Gavras en 1970, et la palme d'or avec Chronique des années de braise de Mohammed Lakhdar-Hamina au festival de Cannes en 1975.

## Histoire
En 1963, un an après que l'Algérie ait obtenu son indépendance, l'État décide de nationaliser la production cinématographique. Auparavant, cette industrie était sous l'emprise du colonialisme français, qui l'utilisait principalement à des fins de propagande pour légitimer sa politique coloniale établie. Cette situation empêchait le développement d'un cinéma algérien au profit d'une production exclusivement française.
En 1964, grâce au décret N°64-164 du 8 juin 1964 (modifié et complété par le décret N°64-261 du 31 août 1964), le Centre national du cinéma algérien (CNC) est officiellement créé. Par la suite, le 19 août 1964, l'Institut national du cinéma (INC) est créé sous l'égide du CNC. En parallèle, la Cinémathèque nationale algérienne voit également le jour, conformément au décret N°64-164 du 8 juin 1964. 
En 1967, trois ans après leur création, ces deux organismes fusionnent pour donner naissance à l'Office national pour le commerce et l'industrie cinématographique (ONCIC). Cette fusion est consécutive à la réglementation de l'art et de l'industrie cinématographique par l'ordonnance n°67-52 du 17 mars 1967, qui a été ultérieurement modifiée et complétée par l'ordonnance N°68-612 du 15 novembre 1968, et ensuite remodifiée par l'ordonnance n°69-34 du 22 mai 1969. Cette réglementation accorde à l'ONCIC le monopole de l'importation et de la distribution cinématographique. 
Le 15 mai 1970, un arrêté est pris pour conférer à l'ONCIC le monopole dans le domaine de la coproduction cinématographique. En 1974, l'Office des actualités algériennes (OAA) est intégré à l'ONSIC.